# Conistra staudingeri staudingeri
Conistra staudingeri staudingeri é uma subespécie de insetos lepidópteros, mais especificamente de traças, pertencente à família Noctuidae.
A autoridade científica da subespécie é Graslin, tendo sido descrita no ano de 1863.
Trata-se de uma subespécie presente no território português.